# New Carrollton (Maryland)
New Carrollton település az Amerikai Egyesült Államok Maryland államában, Prince George's megyében. Lakosainak száma 13 715 fő (2020. április 1.).

## Népesség
A település népességének változása:

| 2010 | 12 135 |
| 2020 | 13 715 |